# Zvonko Ivezić
Zvonko Ivezić (Vajska, 27 giugno 1947 – 4 settembre 2016) è stato un allenatore di calcio e calciatore jugoslavo, di ruolo centrocampista, attaccante.

## Caratteristiche tecniche
Centrocampista offensivo, poteva essere schierato da attaccante o da ala.

## Carriera

### Club
Durante la carriera veste le divise di Vojvodina, Sochaux e RC Paris, dove decide di terminare la carriera nel 1982. Tra il 1983 e il 1987 allena il Vojvodina.
In particolare durante la stagione 1980-1981, il Sochaux, impegnato in Coppa UEFA, raggiunge le semifinali dove è escluso dall'AZ Alkmaar (4-3). In questa competizione, Ivezić realizza una sola rete nella prima sfida europea stagionale dei francesi contro il Servette (2-0), andando in gol su rigore.
Vanta 446 partite e 117 reti nei campionati, 13 sfide e 2 gol in Coppa di Jugoslavia, 34 presenze e 5 marcature in Coppa di Francia e 15 incontri con una sola realizzazione nelle competizioni UEFA per club.

### Nazionale
Esordisce con la Jugoslavia il 31 maggio 1975 contro i Paesi Bassi (3-0), segnando anche un gol.

## Palmarès

### Giocatore

#### Competizioni internazionali
- Coppa Piano Karl Rappan: 1

Vojvodina: 1976